# Degenerazione ialina
La degenerazione ialina, in istopatologia e in anatomia patologica, è una modificazione non specifica delle cellule e dei tessuti caratterizzata dalla sostituzione delle strutture normali da parte di materiale amorfo, eosinofilo e omogeneo.
Tale alterazione è caratterizzata dalla apposizione di glicoproteine (come la fibronectina); i tessuti colpiti appaiono come una sostanza vitrea, translucida e negativa al Rosso Congo. Può essere inoltre associata a traumi o a processi flogistici che permettono un'aumentata permeabilità vasale. La degenerazione ialina è diversa dalla amiloidosi, che è una patologia della matrice extracellulare.
Può osservarsi a livello dei tessuti connettivi fibrotici, dei glomeruli, ma soprattutto delle pareti arteriose di soggetti diabetici, ipertesi e anziani.
| Controllo di autorità | Thesaurus BNCF 44394 |